# Capcanele timpului
Capcanele timpului este o colecție de povestiri științifico-fantastice ale scriitorului român Vladimir Colin. A apărut în 1972 în colecția Fantastic Club a editurii Albatros. Volumul conține patru povestiri scrise de Colin și o postfață de  Ion Hobana. În 1972 a primit Premiul Asociației Scriitorilor.

## Cuprins
- „Divertisment pentru vrăjitoare”, nuvelă de Vladimir Colin
- „Sub alte stele”, povestire de Vladimir Colin
- „Funcționara timpului”, povestire de Vladimir Colin
- „În cerc, tot mai aproape”, povestire de Vladimir Colin
- „Postfață”, eseu de Ion Hobana

## Legături externe
- Capcanele timpului la isfdb.org

## Vezi și
- Lista antologiilor de povestiri științifico-fantastice românești
- Lista cărților științifico-fantastice publicate în România
- Lista volumelor publicate în Colecția Fantastic Club
- 1972 în literatură